# Becky and the Birds
Becky and the Birds, artistnamn för Thea Gustafsson, född 1995, är en svensk sångare, låtskrivare och musikproducent.
Gustafsson växte upp i Örebro. 2014 flyttade hon till Örnsköldsvik för att gå musikproducentskolan Musikmakarna. Utbildningen ledde till att hon fick en praktikplats i Aviciis studio. Hon har även bott flera år i London.
År 2018 kom den självbetitlade debut-EP:n Becky and the Birds. År 2024 kom fullängdsalbumet Only music makes me cry now. Hon har kontrakt med det brittiska skivbolaget 4AD. Inför Grammisgalan 2025 nominerades hon i fyra kategorier: Årets album, Årets alternativa pop, Årets nykomling och Årets producent varav hon prisades som Årets producent.